# BinckBank Tour 2019
El BinckBank Tour 2019, 15a edició del BinckBank Tour, és una competició ciclista que es desenvolupà entre el 12 i el 18 d'agost de 2019. Es desenvolupa sobre un recorregut de 977,3 km, repartits entre 7 etapes. La prova formava part de l'UCI World Tour 2019.
El vencedor final fou el belga Laurens De Plus (Team Jumbo-Visma). Completaren el podi els també belgues Oliver Naesen (AG2R La Mondiale) i Tim Wellens (Lotto-Soudal).

## Equips participants
En aquesta prova hi prenen part 18 equips UCI World Tour i cinc equips continentals professionals:
| WorldTeams (18)- AG2R La Mondiale - Astana - Bahrain-Merida - Bora-hansgrohe - CCC Team - Deceuninck-Quick Step - EF Education First - Groupama-FDJ - Katusha-Alpecin - Lotto Soudal - Mitchelton-Scott - Movistar Team - Dimension Data - Team Jumbo-Visma - Ineos - Team Sunweb - Trek-Segafredo - UAE Team Emirates Equips continentals professionals (5)- Roompot-Charles - Sport Vlaanderen-Baloise - Wanty-Groupe Gobert - Wallonie Bruxelles - Total Direct Énergie |
| |

## Etapes
| Etapa    | Data      | Ciutats d'etapa                     | type                      | Distància (km) | Vencedor de l'etapa | Líder de la general |
| -------- | --------- | ----------------------------------- | ------------------------- | -------------- | ------------------- | ------------------- |
| 1a etapa | 12 de ago | Beveren – Hulst                     | etapa plana               | 167,2          | Sam Bennett         | Sam Bennett         |
| 2a etapa | 13 de ago | Blankenberge – Ardooie              | etapa plana               | 169,1          | Sam Bennett         | Sam Bennett         |
| 3a etapa | 14 de ago | Aalter – Aalter                     | etapa plana               | 166,9          | Sam Bennett         | Sam Bennett         |
| 4a etapa | 15 de ago | Houffalize – Houffalize             | etapa accidentada         | 96,2           | Tim Wellens         | Tim Wellens         |
| 5a etapa | 16 de ago | Riemst – Venray                     | etapa plana               | 191,4          | Álvaro Hodeg Chagui | Tim Wellens         |
| 6a etapa | 17 de ago | la Haia – la Haia                   | contrarellotge individual | 8,4            | Filippo Ganna       | Tim Wellens         |
| 7a etapa | 18 de ago | Sint-Pieters-Leeuw – Geraardsbergen | etapa accidentada         | 178,1          | Oliver Naesen       | Laurens De Plus     |

### Etapa 1
| \| Classificació de l'etapa \| Classificació de l'etapa \| Classificació de l'etapa \| Classificació de l'etapa \| Classificació de l'etapa \| \| Corredor \| Corredor \| Equip \| Temps \| \| \| ------------------------ \| ------------------------ \| ------------------------ \| ------------------------ \| ------------------------ \| \| 1r \| Sam Bennett \| Bora-Hansgrohe \| 3h 37' 15" \| \| \| 2n \| Edward Theuns \| Trek-Segafredo \| + 0" \| \| \| 3r \| Mike Teunissen \| Team Jumbo-Visma \| + 0" \| \| \| 4t \| Jasper Philipsen \| UAE Team Emirates \| + 0" \| \| \| 5è \| Phil Bauhaus \| Bahrain-Merida \| + 0" \| \| \| 6è \| Timothy Dupont \| Wanty-Gobert \| + 0" \| \| \| 7è \| Dylan Groenewegen \| Team Jumbo-Visma \| + 0" \| \| \| 8è \| Kristoffer Halvorsen \| Team Ineos \| + 0" \| \| \| 9è \| Álvaro Hodeg Chagui \| Deceuninck-Quick Step \| + 0" \| \| \| 10è \| Amaury Capiot \| Sport Vlaanderen-Baloise \| + 0" \| \| |                      |                          |            |
| |                      |                          |            |
| |                      |                          |            |
| Classificació de l'etapa |                      |                          |            |
| Corredor | Corredor             | Equip                    | Temps      |
| 1r | Sam Bennett          | Bora-Hansgrohe           | 3h 37' 15" |
| 2n | Edward Theuns        | Trek-Segafredo           | + 0"       |
| 3r | Mike Teunissen       | Team Jumbo-Visma         | + 0"       |
| 4t | Jasper Philipsen     | UAE Team Emirates        | + 0"       |
| 5è | Phil Bauhaus         | Bahrain-Merida           | + 0"       |
| 6è | Timothy Dupont       | Wanty-Gobert             | + 0"       |
| 7è | Dylan Groenewegen    | Team Jumbo-Visma         | + 0"       |
| 8è | Kristoffer Halvorsen | Team Ineos               | + 0"       |
| 9è | Álvaro Hodeg Chagui  | Deceuninck-Quick Step    | + 0"       |
| 10è | Amaury Capiot        | Sport Vlaanderen-Baloise | + 0"       |

| \| Classificació general \| Classificació general \| Classificació general \| Classificació general \| Classificació general \| \| Corredor \| Corredor \| Equip \| Temps \| \| \| --------------------- \| --------------------- \| --------------------- \| --------------------- \| --------------------- \| \| 1r \| Sam Bennett \| Bora-Hansgrohe \| 3h 37' 05" \| \| \| 2n \| Łukasz Wiśniowski \| CCC Team \| + 2" \| \| \| 3r \| Lars Ytting Bak \| Dimension Data \| + 3" \| \| \| 4t \| Edward Theuns \| Trek-Segafredo \| + 4" \| \| \| 5è \| Mike Teunissen \| Team Jumbo-Visma \| + 6" \| \| \| 6è \| Baptiste Planckaert \| Wallonie Bruxelles \| + 7" \| \| \| 7è \| Jasper Philipsen \| UAE Team Emirates \| + 10" \| \| \| 8è \| Phil Bauhaus \| Bahrain-Merida \| + 10" \| \| \| 9è \| Timothy Dupont \| Wanty-Gobert \| + 10" \| \| \| 10è \| Dylan Groenewegen \| Team Jumbo-Visma \| + 10" \| \| |                     |                    |            |
| |                     |                    |            |
| |                     |                    |            |
| Classificació general |                     |                    |            |
| Corredor | Corredor            | Equip              | Temps      |
| 1r | Sam Bennett         | Bora-Hansgrohe     | 3h 37' 05" |
| 2n | Łukasz Wiśniowski   | CCC Team           | + 2"       |
| 3r | Lars Ytting Bak     | Dimension Data     | + 3"       |
| 4t | Edward Theuns       | Trek-Segafredo     | + 4"       |
| 5è | Mike Teunissen      | Team Jumbo-Visma   | + 6"       |
| 6è | Baptiste Planckaert | Wallonie Bruxelles | + 7"       |
| 7è | Jasper Philipsen    | UAE Team Emirates  | + 10"      |
| 8è | Phil Bauhaus        | Bahrain-Merida     | + 10"      |
| 9è | Timothy Dupont      | Wanty-Gobert       | + 10"      |
| 10è | Dylan Groenewegen   | Team Jumbo-Visma   | + 10"      |

### Etapa 2
| \| Classificació de l'etapa \| Classificació de l'etapa \| Classificació de l'etapa \| Classificació de l'etapa \| Classificació de l'etapa \| \| Corredor \| Corredor \| Equip \| Temps \| \| \| ------------------------ \| ------------------------ \| ------------------------ \| ------------------------ \| ------------------------ \| \| 1r \| Sam Bennett \| Bora-Hansgrohe \| 3h 45' 20" \| \| \| 2n \| Jasper Philipsen \| UAE Team Emirates \| + 0" \| \| \| 3r \| Dylan Groenewegen \| Team Jumbo-Visma \| + 0" \| \| \| 4t \| Kristoffer Halvorsen \| Team Ineos \| + 0" \| \| \| 5è \| Álvaro Hodeg Chagui \| Deceuninck-Quick Step \| + 0" \| \| \| 6è \| Amaury Capiot \| Sport Vlaanderen-Baloise \| + 0" \| \| \| 7è \| Phil Bauhaus \| Bahrain-Merida \| + 0" \| \| \| 8è \| Nikolas Maes \| Lotto-Soudal \| + 0" \| \| \| 9è \| Arnaud Démare \| Groupama-FDJ \| + 0" \| \| \| 10è \| Timothy Dupont \| Wanty-Gobert \| + 0" \| \| |                      |                          |            |
| |                      |                          |            |
| |                      |                          |            |
| Classificació de l'etapa |                      |                          |            |
| Corredor | Corredor             | Equip                    | Temps      |
| 1r | Sam Bennett          | Bora-Hansgrohe           | 3h 45' 20" |
| 2n | Jasper Philipsen     | UAE Team Emirates        | + 0"       |
| 3r | Dylan Groenewegen    | Team Jumbo-Visma         | + 0"       |
| 4t | Kristoffer Halvorsen | Team Ineos               | + 0"       |
| 5è | Álvaro Hodeg Chagui  | Deceuninck-Quick Step    | + 0"       |
| 6è | Amaury Capiot        | Sport Vlaanderen-Baloise | + 0"       |
| 7è | Phil Bauhaus         | Bahrain-Merida           | + 0"       |
| 8è | Nikolas Maes         | Lotto-Soudal             | + 0"       |
| 9è | Arnaud Démare        | Groupama-FDJ             | + 0"       |
| 10è | Timothy Dupont       | Wanty-Gobert             | + 0"       |

| \| Classificació general \| Classificació general \| Classificació general \| Classificació general \| Classificació general \| \| Corredor \| Corredor \| Equip \| Temps \| \| \| --------------------- \| --------------------- \| ------------------------ \| --------------------- \| --------------------- \| \| 1r \| Sam Bennett \| Bora-Hansgrohe \| 7h 27' 57" \| \| \| 2n \| Łukasz Wiśniowski \| CCC Team \| + 12" \| \| \| 3r \| Josef Černý \| CCC Team \| + 13" \| \| \| 4t \| Lars Ytting Bak \| Dimension Data \| + 13" \| \| \| 5è \| Jasper Philipsen \| UAE Team Emirates \| + 14" \| \| \| 6è \| Edward Theuns \| Trek-Segafredo \| + 14" \| \| \| 7è \| Robert Stannard \| Mitchelton-Scott \| + 14" \| \| \| 8è \| Dylan Groenewegen \| Team Jumbo-Visma \| + 16" \| \| \| 9è \| Mike Teunissen \| Team Jumbo-Visma \| + 16" \| \| \| 10è \| Thomas Sprengers \| Sport Vlaanderen-Baloise \| + 17" \| \| |                   |                          |            |
| |                   |                          |            |
| |                   |                          |            |
| Classificació general |                   |                          |            |
| Corredor | Corredor          | Equip                    | Temps      |
| 1r | Sam Bennett       | Bora-Hansgrohe           | 7h 27' 57" |
| 2n | Łukasz Wiśniowski | CCC Team                 | + 12"      |
| 3r | Josef Černý       | CCC Team                 | + 13"      |
| 4t | Lars Ytting Bak   | Dimension Data           | + 13"      |
| 5è | Jasper Philipsen  | UAE Team Emirates        | + 14"      |
| 6è | Edward Theuns     | Trek-Segafredo           | + 14"      |
| 7è | Robert Stannard   | Mitchelton-Scott         | + 14"      |
| 8è | Dylan Groenewegen | Team Jumbo-Visma         | + 16"      |
| 9è | Mike Teunissen    | Team Jumbo-Visma         | + 16"      |
| 10è | Thomas Sprengers  | Sport Vlaanderen-Baloise | + 17"      |

### Etapa 3
| \| Classificació de l'etapa \| Classificació de l'etapa \| Classificació de l'etapa \| Classificació de l'etapa \| Classificació de l'etapa \| \| Corredor \| Corredor \| Equip \| Temps \| \| \| ------------------------ \| ------------------------ \| ------------------------ \| ------------------------ \| ------------------------ \| \| 1r \| Sam Bennett \| Bora-Hansgrohe \| 3h 48' 36" \| \| \| 2n \| Dylan Groenewegen \| Team Jumbo-Visma \| + 0" \| \| \| 3r \| Jasper Philipsen \| UAE Team Emirates \| + 0" \| \| \| 4t \| Jürgen Roelandts \| Movistar Team \| + 0" \| \| \| 5è \| Florian Sénéchal \| Deceuninck-Quick Step \| + 0" \| \| \| 6è \| Edward Theuns \| Trek-Segafredo \| + 0" \| \| \| 7è \| Timothy Dupont \| Wanty-Gobert \| + 0" \| \| \| 8è \| Jakub Mareczko \| CCC Team \| + 0" \| \| \| 9è \| Arnaud Démare \| Groupama-FDJ \| + 0" \| \| \| 10è \| Amaury Capiot \| Sport Vlaanderen-Baloise \| + 0" \| \| |                   |                          |            |
| |                   |                          |            |
| |                   |                          |            |
| Classificació de l'etapa |                   |                          |            |
| Corredor | Corredor          | Equip                    | Temps      |
| 1r | Sam Bennett       | Bora-Hansgrohe           | 3h 48' 36" |
| 2n | Dylan Groenewegen | Team Jumbo-Visma         | + 0"       |
| 3r | Jasper Philipsen  | UAE Team Emirates        | + 0"       |
| 4t | Jürgen Roelandts  | Movistar Team            | + 0"       |
| 5è | Florian Sénéchal  | Deceuninck-Quick Step    | + 0"       |
| 6è | Edward Theuns     | Trek-Segafredo           | + 0"       |
| 7è | Timothy Dupont    | Wanty-Gobert             | + 0"       |
| 8è | Jakub Mareczko    | CCC Team                 | + 0"       |
| 9è | Arnaud Démare     | Groupama-FDJ             | + 0"       |
| 10è | Amaury Capiot     | Sport Vlaanderen-Baloise | + 0"       |

| \| Classificació general \| Classificació general \| Classificació general \| Classificació general \| Classificació general \| \| Corredor \| Corredor \| Equip \| Temps \| \| \| --------------------- \| ------------------------ \| --------------------- \| --------------------- \| --------------------- \| \| 1r \| Sam Bennett \| Bora-Hansgrohe \| 11h 16' 23" \| \| \| 2n \| Jasper Philipsen \| UAE Team Emirates \| + 20" \| \| \| 3r \| Dylan Groenewegen \| Team Jumbo-Visma \| + 20" \| \| \| 4t \| Łukasz Wiśniowski \| CCC Team \| + 22" \| \| \| 5è \| Guillaume Van Keirsbulck \| CCC Team \| + 22" \| \| \| 6è \| Lars Ytting Bak \| Dimension Data \| + 23" \| \| \| 7è \| Josef Černý \| CCC Team \| + 23" \| \| \| 8è \| Harry Tanfield \| Katusha-Alpecin \| + 23" \| \| \| 9è \| Edward Theuns \| Trek-Segafredo \| + 24" \| \| \| 10è \| Robert Stannard \| Mitchelton-Scott \| + 24" \| \| |                          |                   |             |
| |                          |                   |             |
| |                          |                   |             |
| Classificació general |                          |                   |             |
| Corredor | Corredor                 | Equip             | Temps       |
| 1r | Sam Bennett              | Bora-Hansgrohe    | 11h 16' 23" |
| 2n | Jasper Philipsen         | UAE Team Emirates | + 20"       |
| 3r | Dylan Groenewegen        | Team Jumbo-Visma  | + 20"       |
| 4t | Łukasz Wiśniowski        | CCC Team          | + 22"       |
| 5è | Guillaume Van Keirsbulck | CCC Team          | + 22"       |
| 6è | Lars Ytting Bak          | Dimension Data    | + 23"       |
| 7è | Josef Černý              | CCC Team          | + 23"       |
| 8è | Harry Tanfield           | Katusha-Alpecin   | + 23"       |
| 9è | Edward Theuns            | Trek-Segafredo    | + 24"       |
| 10è | Robert Stannard          | Mitchelton-Scott  | + 24"       |

### Etapa 4
| \| Classificació de l'etapa \| Classificació de l'etapa \| Classificació de l'etapa \| Classificació de l'etapa \| Classificació de l'etapa \| \| Corredor \| Corredor \| Equip \| Temps \| \| \| ------------------------ \| ------------------------ \| ------------------------ \| ------------------------ \| ------------------------ \| \| 1r \| Tim Wellens \| Lotto-Soudal \| 2h 20' 41" \| \| \| 2n \| Marc Hirschi \| Team Sunweb \| + 0" \| \| \| 3r \| Laurens De Plus \| Team Jumbo-Visma \| + 5" \| \| \| 4t \| Iván García Cortina \| Bahrain-Merida \| + 23" \| \| \| 5è \| Oliver Naesen \| AG2R La Mondiale \| + 23" \| \| \| 6è \| Michael Valgren Andersen \| Dimension Data \| + 26" \| \| \| 7è \| Mike Teunissen \| Team Jumbo-Visma \| + 26" \| \| \| 8è \| Søren Kragh Andersen \| Team Sunweb \| + 33" \| \| \| 9è \| Dion Smith \| Mitchelton-Scott \| + 33" \| \| \| 10è \| Greg Van Avermaet \| CCC Team \| + 33" \| \| |                          |                  |            |
| |                          |                  |            |
| |                          |                  |            |
| Classificació de l'etapa |                          |                  |            |
| Corredor | Corredor                 | Equip            | Temps      |
| 1r | Tim Wellens              | Lotto-Soudal     | 2h 20' 41" |
| 2n | Marc Hirschi             | Team Sunweb      | + 0"       |
| 3r | Laurens De Plus          | Team Jumbo-Visma | + 5"       |
| 4t | Iván García Cortina      | Bahrain-Merida   | + 23"      |
| 5è | Oliver Naesen            | AG2R La Mondiale | + 23"      |
| 6è | Michael Valgren Andersen | Dimension Data   | + 26"      |
| 7è | Mike Teunissen           | Team Jumbo-Visma | + 26"      |
| 8è | Søren Kragh Andersen     | Team Sunweb      | + 33"      |
| 9è | Dion Smith               | Mitchelton-Scott | + 33"      |
| 10è | Greg Van Avermaet        | CCC Team         | + 33"      |

| \| Classificació general \| Classificació general \| Classificació general \| Classificació general \| Classificació general \| \| Corredor \| Corredor \| Equip \| Temps \| \| \| --------------------- \| ------------------------ \| --------------------- \| --------------------- \| --------------------- \| \| 1r \| Tim Wellens \| Lotto-Soudal \| 13h 32' 46" \| \| \| 2n \| Marc Hirschi \| Team Sunweb \| + 4" \| \| \| 3r \| Laurens De Plus \| Team Jumbo-Visma \| + 14" \| \| \| 4t \| Iván García Cortina \| Bahrain-Merida \| + 36" \| \| \| 5è \| Mike Teunissen \| Team Jumbo-Visma \| + 38" \| \| \| 6è \| Oliver Naesen \| AG2R La Mondiale \| + 39" \| \| \| 7è \| Michael Valgren Andersen \| Dimension Data \| + 42" \| \| \| 8è \| Greg Van Avermaet \| CCC Team \| + 49" \| \| \| 9è \| Simon Clarke \| EF Education First \| + 49" \| \| \| 10è \| Søren Kragh Andersen \| Team Sunweb \| + 49" \| \| |                          |                    |             |
| |                          |                    |             |
| |                          |                    |             |
| Classificació general |                          |                    |             |
| Corredor | Corredor                 | Equip              | Temps       |
| 1r | Tim Wellens              | Lotto-Soudal       | 13h 32' 46" |
| 2n | Marc Hirschi             | Team Sunweb        | + 4"        |
| 3r | Laurens De Plus          | Team Jumbo-Visma   | + 14"       |
| 4t | Iván García Cortina      | Bahrain-Merida     | + 36"       |
| 5è | Mike Teunissen           | Team Jumbo-Visma   | + 38"       |
| 6è | Oliver Naesen            | AG2R La Mondiale   | + 39"       |
| 7è | Michael Valgren Andersen | Dimension Data     | + 42"       |
| 8è | Greg Van Avermaet        | CCC Team           | + 49"       |
| 9è | Simon Clarke             | EF Education First | + 49"       |
| 10è | Søren Kragh Andersen     | Team Sunweb        | + 49"       |

### Etapa 5
| \| Classificació de l'etapa \| Classificació de l'etapa \| Classificació de l'etapa \| Classificació de l'etapa \| Classificació de l'etapa \| \| Corredor \| Corredor \| Equip \| Temps \| \| \| ------------------------ \| ------------------------ \| ------------------------ \| ------------------------ \| ------------------------ \| \| 1r \| Álvaro Hodeg Chagui \| Deceuninck-Quick Step \| 3h 54' 48" \| \| \| 2n \| Sam Bennett \| Bora-Hansgrohe \| + 0" \| \| \| 3r \| Edward Theuns \| Trek-Segafredo \| + 0" \| \| \| 4t \| Timothy Dupont \| Wanty-Gobert \| + 0" \| \| \| 5è \| Arnaud Démare \| Groupama-FDJ \| + 0" \| \| \| 6è \| Kristoffer Halvorsen \| Team Ineos \| + 0" \| \| \| 7è \| Dylan Groenewegen \| Team Jumbo-Visma \| + 0" \| \| \| 8è \| Stan Dewulf \| Lotto-Soudal \| + 0" \| \| \| 9è \| Boris Vallée \| Wanty-Gobert \| + 0" \| \| \| 10è \| Boy van Poppel \| Roompot-Charles \| + 0" \| \| |                      |                       |            |
| |                      |                       |            |
| |                      |                       |            |
| Classificació de l'etapa |                      |                       |            |
| Corredor | Corredor             | Equip                 | Temps      |
| 1r | Álvaro Hodeg Chagui  | Deceuninck-Quick Step | 3h 54' 48" |
| 2n | Sam Bennett          | Bora-Hansgrohe        | + 0"       |
| 3r | Edward Theuns        | Trek-Segafredo        | + 0"       |
| 4t | Timothy Dupont       | Wanty-Gobert          | + 0"       |
| 5è | Arnaud Démare        | Groupama-FDJ          | + 0"       |
| 6è | Kristoffer Halvorsen | Team Ineos            | + 0"       |
| 7è | Dylan Groenewegen    | Team Jumbo-Visma      | + 0"       |
| 8è | Stan Dewulf          | Lotto-Soudal          | + 0"       |
| 9è | Boris Vallée         | Wanty-Gobert          | + 0"       |
| 10è | Boy van Poppel       | Roompot-Charles       | + 0"       |

| \| Classificació general \| Classificació general \| Classificació general \| Classificació general \| Classificació general \| \| Corredor \| Corredor \| Equip \| Temps \| \| \| --------------------- \| ------------------------ \| --------------------- \| --------------------- \| --------------------- \| \| 1r \| Tim Wellens \| Lotto-Soudal \| 17h 27' 34" \| \| \| 2n \| Marc Hirschi \| Team Sunweb \| + 4" \| \| \| 3r \| Laurens De Plus \| Team Jumbo-Visma \| + 14" \| \| \| 4t \| Iván García Cortina \| Bahrain-Merida \| + 36" \| \| \| 5è \| Oliver Naesen \| AG2R La Mondiale \| + 39" \| \| \| 6è \| Michael Valgren Andersen \| Dimension Data \| + 42" \| \| \| 7è \| Mike Teunissen \| Team Jumbo-Visma \| + 45" \| \| \| 8è \| Greg Van Avermaet \| CCC Team \| + 49" \| \| \| 9è \| Simon Clarke \| EF Education First \| + 49" \| \| \| 10è \| Søren Kragh Andersen \| Team Sunweb \| + 49" \| \| |                          |                    |             |
| |                          |                    |             |
| |                          |                    |             |
| Classificació general |                          |                    |             |
| Corredor | Corredor                 | Equip              | Temps       |
| 1r | Tim Wellens              | Lotto-Soudal       | 17h 27' 34" |
| 2n | Marc Hirschi             | Team Sunweb        | + 4"        |
| 3r | Laurens De Plus          | Team Jumbo-Visma   | + 14"       |
| 4t | Iván García Cortina      | Bahrain-Merida     | + 36"       |
| 5è | Oliver Naesen            | AG2R La Mondiale   | + 39"       |
| 6è | Michael Valgren Andersen | Dimension Data     | + 42"       |
| 7è | Mike Teunissen           | Team Jumbo-Visma   | + 45"       |
| 8è | Greg Van Avermaet        | CCC Team           | + 49"       |
| 9è | Simon Clarke             | EF Education First | + 49"       |
| 10è | Søren Kragh Andersen     | Team Sunweb        | + 49"       |

### Etapa 6
| \| Classificació de l'etapa \| Classificació de l'etapa \| Classificació de l'etapa \| Classificació de l'etapa \| Classificació de l'etapa \| \| Corredor \| Corredor \| Equip \| Temps \| \| \| ------------------------ \| ------------------------ \| ------------------------ \| ------------------------ \| ------------------------ \| \| 1r \| Filippo Ganna \| Team Ineos \| 9' 16" \| \| \| 2n \| Edoardo Affini \| Mitchelton-Scott \| + 5" \| \| \| 3r \| Jos van Emden \| Team Jumbo-Visma \| + 8" \| \| \| 4t \| Stefan Küng \| Groupama-FDJ \| + 11" \| \| \| 5è \| Harry Tanfield \| Katusha-Alpecin \| + 15" \| \| \| 6è \| Bob Jungels \| Deceuninck-Quick Step \| + 16" \| \| \| 7è \| Mads Pedersen \| Trek-Segafredo \| + 16" \| \| \| 8è \| Søren Kragh Andersen \| Team Sunweb \| + 16" \| \| \| 9è \| Laurens De Plus \| Team Jumbo-Visma \| + 18" \| \| \| 10è \| Tim Wellens \| Lotto-Soudal \| + 20" \| \| |                      |                       |        |
| |                      |                       |        |
| |                      |                       |        |
| Classificació de l'etapa |                      |                       |        |
| Corredor | Corredor             | Equip                 | Temps  |
| 1r | Filippo Ganna        | Team Ineos            | 9' 16" |
| 2n | Edoardo Affini       | Mitchelton-Scott      | + 5"   |
| 3r | Jos van Emden        | Team Jumbo-Visma      | + 8"   |
| 4t | Stefan Küng          | Groupama-FDJ          | + 11"  |
| 5è | Harry Tanfield       | Katusha-Alpecin       | + 15"  |
| 6è | Bob Jungels          | Deceuninck-Quick Step | + 16"  |
| 7è | Mads Pedersen        | Trek-Segafredo        | + 16"  |
| 8è | Søren Kragh Andersen | Team Sunweb           | + 16"  |
| 9è | Laurens De Plus      | Team Jumbo-Visma      | + 18"  |
| 10è | Tim Wellens          | Lotto-Soudal          | + 20"  |

| \| Classificació general \| Classificació general \| Classificació general \| Classificació general \| Classificació general \| \| Corredor \| Corredor \| Equip \| Temps \| \| \| --------------------- \| ------------------------ \| --------------------- \| --------------------- \| --------------------- \| \| 1r \| Tim Wellens \| Lotto-Soudal \| 17h 37' 10" \| \| \| 2n \| Marc Hirschi \| Team Sunweb \| + 8" \| \| \| 3r \| Laurens De Plus \| Team Jumbo-Visma \| + 12" \| \| \| 4t \| Stefan Küng \| Groupama-FDJ \| + 40" \| \| \| 5è \| Iván García Cortina \| Bahrain-Merida \| + 43" \| \| \| 6è \| Mike Teunissen \| Team Jumbo-Visma \| + 45" \| \| \| 7è \| Søren Kragh Andersen \| Team Sunweb \| + 45" \| \| \| 8è \| Fabio Felline \| Trek-Segafredo \| + 49" \| \| \| 9è \| Michael Valgren Andersen \| Dimension Data \| + 53" \| \| \| 10è \| Greg Van Avermaet \| CCC Team \| + 54" \| \| |                          |                  |             |
| |                          |                  |             |
| |                          |                  |             |
| Classificació general |                          |                  |             |
| Corredor | Corredor                 | Equip            | Temps       |
| 1r | Tim Wellens              | Lotto-Soudal     | 17h 37' 10" |
| 2n | Marc Hirschi             | Team Sunweb      | + 8"        |
| 3r | Laurens De Plus          | Team Jumbo-Visma | + 12"       |
| 4t | Stefan Küng              | Groupama-FDJ     | + 40"       |
| 5è | Iván García Cortina      | Bahrain-Merida   | + 43"       |
| 6è | Mike Teunissen           | Team Jumbo-Visma | + 45"       |
| 7è | Søren Kragh Andersen     | Team Sunweb      | + 45"       |
| 8è | Fabio Felline            | Trek-Segafredo   | + 49"       |
| 9è | Michael Valgren Andersen | Dimension Data   | + 53"       |
| 10è | Greg Van Avermaet        | CCC Team         | + 54"       |

### Etapa 7
| \| Classificació de l'etapa \| Classificació de l'etapa \| Classificació de l'etapa \| Classificació de l'etapa \| Classificació de l'etapa \| \| Corredor \| Corredor \| Equip \| Temps \| \| \| ------------------------ \| ------------------------ \| ------------------------ \| ------------------------ \| ------------------------ \| \| 1r \| Oliver Naesen \| AG2R La Mondiale \| 3h 52' 40" \| \| \| 2n \| Greg Van Avermaet \| CCC Team \| + 0" \| \| \| 3r \| Laurens De Plus \| Team Jumbo-Visma \| + 4" \| \| \| 4t \| Simon Clarke \| EF Education First \| + 25" \| \| \| 5è \| Philippe Gilbert \| Deceuninck-Quick Step \| + 26" \| \| \| 6è \| Mike Teunissen \| Team Jumbo-Visma \| + 26" \| \| \| 7è \| Michael Valgren Andersen \| Dimension Data \| + 35" \| \| \| 8è \| Iván García Cortina \| Bahrain-Merida \| + 35" \| \| \| 9è \| Amaury Capiot \| Sport Vlaanderen-Baloise \| + 38" \| \| \| 10è \| Dylan van Baarle \| Team Ineos \| + 38" \| \| |                          |                          |            |
| |                          |                          |            |
| |                          |                          |            |
| Classificació de l'etapa |                          |                          |            |
| Corredor | Corredor                 | Equip                    | Temps      |
| 1r | Oliver Naesen            | AG2R La Mondiale         | 3h 52' 40" |
| 2n | Greg Van Avermaet        | CCC Team                 | + 0"       |
| 3r | Laurens De Plus          | Team Jumbo-Visma         | + 4"       |
| 4t | Simon Clarke             | EF Education First       | + 25"      |
| 5è | Philippe Gilbert         | Deceuninck-Quick Step    | + 26"      |
| 6è | Mike Teunissen           | Team Jumbo-Visma         | + 26"      |
| 7è | Michael Valgren Andersen | Dimension Data           | + 35"      |
| 8è | Iván García Cortina      | Bahrain-Merida           | + 35"      |
| 9è | Amaury Capiot            | Sport Vlaanderen-Baloise | + 38"      |
| 10è | Dylan van Baarle         | Team Ineos               | + 38"      |

## Classificació general
| \| Classificació general \| Classificació general \| Classificació general \| Classificació general \| Classificació general \| \| Corredor \| Corredor \| Equip \| Temps \| \| \| --------------------- \| ------------------------ \| --------------------- \| --------------------- \| --------------------- \| \| 1r \| Laurens De Plus \| Team Jumbo-Visma \| 21h 29' 55" \| \| \| 2n \| Oliver Naesen \| AG2R La Mondiale \| + 35" \| \| \| 3r \| Tim Wellens \| Lotto-Soudal \| + 36" \| \| \| 4t \| Greg Van Avermaet \| CCC Team \| + 37" \| \| \| 5è \| Marc Hirschi \| Team Sunweb \| + 44" \| \| \| 6è \| Mike Teunissen \| Team Jumbo-Visma \| + 1' 06" \| \| \| 7è \| Iván García Cortina \| Bahrain-Merida \| + 1' 13" \| \| \| 8è \| Stefan Küng \| Groupama-FDJ \| + 1' 16" \| \| \| 9è \| Simon Clarke \| EF Education First \| + 1' 19" \| \| \| 10è \| Michael Valgren Andersen \| Dimension Data \| + 1' 23" \| \| |                          |                    |             |
| |                          |                    |             |
| Font: ProCyclingStats |                          |                    |             |
| Classificació general |                          |                    |             |
| Corredor | Corredor                 | Equip              | Temps       |
| 1r | Laurens De Plus          | Team Jumbo-Visma   | 21h 29' 55" |
| 2n | Oliver Naesen            | AG2R La Mondiale   | + 35"       |
| 3r | Tim Wellens              | Lotto-Soudal       | + 36"       |
| 4t | Greg Van Avermaet        | CCC Team           | + 37"       |
| 5è | Marc Hirschi             | Team Sunweb        | + 44"       |
| 6è | Mike Teunissen           | Team Jumbo-Visma   | + 1' 06"    |
| 7è | Iván García Cortina      | Bahrain-Merida     | + 1' 13"    |
| 8è | Stefan Küng              | Groupama-FDJ       | + 1' 16"    |
| 9è | Simon Clarke             | EF Education First | + 1' 19"    |
| 10è | Michael Valgren Andersen | Dimension Data     | + 1' 23"    |

## Evolució de les classificacions
| Etapa                  | Vencedor               | Classificació general | Classificació per punts | Classificació de la combativitat | Classificació per equips |
| ---------------------- | ---------------------- | --------------------- | ----------------------- | -------------------------------- | ------------------------ |
| 1                      | Sam Bennett            | Sam Bennett           | Sam Bennett             | Baptiste Planckaert              | Sport Vlaanderen-Baloise |
| 2                      | Sam Bennett            | Sam Bennett           | Sam Bennett             | Baptiste Planckaert              | Deceuninck-Quick Step    |
| 3                      | Sam Bennett            | Sam Bennett           | Sam Bennett             | Baptiste Planckaert              | Sport Vlaanderen-Baloise |
| 4                      | Tim Wellens            | Tim Wellens           | Sam Bennett             | Baptiste Planckaert              | Sunweb                   |
| 5                      | Álvaro Hodeg           | Tim Wellens           | Sam Bennett             | Baptiste Planckaert              | Sunweb                   |
| 6                      | Filippo Ganna          | Tim Wellens           | Sam Bennett             | Baptiste Planckaert              | Sunweb                   |
| 7                      | Oliver Naesen          | Laurens De Plus       | Sam Bennett             | Baptiste Planckaert              | Sunweb                   |
| Classificacions finals | Classificacions finals | Laurens De Plus       | Sam Bennett             | Baptiste Planckaert              | Sunweb                   |

## Llista de participants
| Bahrain-Merida TBM | Bahrain-Merida TBM        | Bahrain-Merida TBM |
| ------------------ | ------------------------- | ------------------ |
| Núm                | Ciclista                  | Pos                |
| 1                  | Phil Bauhaus (GER)        | DNF-5              |
| 2                  | Valerio Agnoli (ITA)      | DNF-1              |
| 3                  | Grega Bole (SLO)          | 102è               |
| 5                  | Iván García Cortina (ESP) | 7è                 |
| 6                  | Heinrich Haussler (AUS)   | NP-6               |
| 7                  | Marcel Sieberg (GER)      | 84è                |
| 10                 | Meiyin Wang (CHN)         | DNF-7              |

| Deceuninck-Quick Step DQT | Deceuninck-Quick Step DQT | Deceuninck-Quick Step DQT |
| ------------------------- | ------------------------- | ------------------------- |
| Núm                       | Ciclista                  | Pos                       |
| 11                        | Philippe Gilbert (BEL)    | 13è                       |
| 12                        | Tim Declercq (BEL)        | 33è                       |
| 13                        | Álvaro Hodeg Chagui (COL) | DNF-7                     |
| 14                        | Bob Jungels (LUX) (ruta)  | DNF-7                     |
| 15                        | Iljo Keisse (BEL)         | DNF-7                     |
| 16                        | Florian Sénéchal (FRA)    | 23è                       |
| 17                        | Zdeněk Štybar (CZE)       | 15è                       |

| Lotto-Soudal LTS | Lotto-Soudal LTS        | Lotto-Soudal LTS |
| ---------------- | ----------------------- | ---------------- |
| Núm              | Ciclista                | Pos              |
| 21               | Tim Wellens (BEL)       | 3r               |
| 23               | Stan Dewulf (BEL)       | 24è              |
| 24               | Frederik Frison (BEL)   | DNF-7            |
| 25               | Nikolas Maes (BEL)      | 56è              |
| 27               | Maxime Monfort (BEL)    | 22è              |
| 29               | Rémy Mertz (BEL)        | DNF-7            |
| 30               | Brian van Goethem (NED) | DNF-7            |

| Team Jumbo-Visma TJV | Team Jumbo-Visma TJV    | Team Jumbo-Visma TJV |
| -------------------- | ----------------------- | -------------------- |
| Núm                  | Ciclista                | Pos                  |
| 31                   | Dylan Groenewegen (NED) | NP-6                 |
| 32                   | Laurens De Plus (BEL)   | 1r                   |
| 33                   | Paul Martens (GER)      | 99è                  |
| 34                   | Timo Roosen (NED)       | 67è                  |
| 35                   | Mike Teunissen (NED)    | 6è                   |
| 36                   | Jos van Emden (NED)     | 78è                  |
| 37                   | Maarten Wynants (BEL)   | DNF-2                |

| Movistar Team MOV | Movistar Team MOV               | Movistar Team MOV |
| ----------------- | ------------------------------- | ----------------- |
| Núm               | Ciclista                        | Pos               |
| 41                | Jürgen Roelandts (BEL)          | 90è               |
| 42                | Héctor Carretero Milla (ESP)    | DNF-7             |
| 43                | Jaime Castrillo (ESP)           | DNF-7             |
| 44                | Lluís Mas Bonet (ESP)           | DNF-7             |
| 46                | Jasha Sütterlin (GER)           | 48è               |
| 47                | Carlos Verona Quintanilla (ESP) | 50è               |
| 49                | Winner Anacona Gómez (COL)      | DNF-1             |

| CCC Team CCC | CCC Team CCC                   | CCC Team CCC |
| ------------ | ------------------------------ | ------------ |
| Núm          | Ciclista                       | Pos          |
| 51           | Greg Van Avermaet (BEL)        | 4t           |
| 52           | Michael Schär (SUI)            | 51è          |
| 53           | Jakub Mareczko (ITA)           | DNF-7        |
| 54           | Josef Černý (CZE)              | DNF-7        |
| 56           | Łukasz Wiśniowski (POL)        | 62è          |
| 57           | Guillaume Van Keirsbulck (BEL) | 63è          |
| 60           | Gijs Van Hoecke (BEL)          | 64è          |

| Mitchelton-Scott MTS | Mitchelton-Scott MTS   | Mitchelton-Scott MTS |
| -------------------- | ---------------------- | -------------------- |
| Núm                  | Ciclista               | Pos                  |
| 61                   | Michael Albasini (SUI) | 58è                  |
| 62                   | Edoardo Affini (ITA)   | 60è                  |
| 63                   | Jack Bauer (NZL)       | 36è                  |
| 64                   | Cameron Meyer (AUS)    | 41è                  |
| 65                   | Callum Scotson (AUS)   | 52è                  |
| 66                   | Dion Smith (NZL)       | 14è                  |
| 67                   | Robert Stannard (AUS)  | 39è                  |

| Team Ineos INS | Team Ineos INS             | Team Ineos INS |
| -------------- | -------------------------- | -------------- |
| Núm            | Ciclista                   | Pos            |
| 71             | Dylan van Baarle (NED)     | 18è            |
| 72             | Filippo Ganna (ITA)        | DNF-7          |
| 73             | Kristoffer Halvorsen (NOR) | 71è            |
| 74             | Christian Knees (GER)      | 69è            |
| 75             | Christopher Lawless (GBR)  | DNF-2          |
| 77             | Leonardo Basso (ITA)       | 72è            |
| 80             | Michał Gołaś (POL)         | 29è            |

| Team Sunweb SUN | Team Sunweb SUN            | Team Sunweb SUN |
| --------------- | -------------------------- | --------------- |
| Núm             | Ciclista                   | Pos             |
| 81              | Jan Bakelants (BEL)        | 27è             |
| 82              | Roy Curvers (NED)          | DNF-7           |
| 83              | Marc Hirschi (SUI)         | 5è              |
| 84              | Søren Kragh Andersen (DEN) | DNF-7           |
| 85              | Joris Nieuwenhuis (NED)    | 46è             |
| 86              | Casper Pedersen (DEN)      | 42è             |
| 87              | Martijn Tusveld (NED)      | 21è             |

| Trek-Segafredo TFS | Trek-Segafredo TFS     | Trek-Segafredo TFS |
| ------------------ | ---------------------- | ------------------ |
| Núm                | Ciclista               | Pos                |
| 91                 | Edward Theuns (BEL)    | 73è                |
| 92                 | Fabio Felline (ITA)    | 11è                |
| 93                 | Alex Frame (NZL)       | DNF-7              |
| 94                 | Alex Kirsch (LUX)      | DNF-7              |
| 95                 | Matteo Moschetti (ITA) | DNF-7              |
| 96                 | Fumiyuki Beppu (JPN)   | 95è                |
| 97                 | Mads Pedersen (DEN)    | 37è                |

| UAE Team Emirates UAD | UAE Team Emirates UAD            | UAE Team Emirates UAD |
| --------------------- | -------------------------------- | --------------------- |
| Núm                   | Ciclista                         | Pos                   |
| 101                   | Jasper Philipsen (BEL)           | 53è                   |
| 102                   | Roberto Ferrari (ITA)            | 87è                   |
| 103                   | Marco Marcato (ITA)              | 20è                   |
| 104                   | Sebastián Molano Benavides (COL) | DNF-7                 |
| 105                   | Rui Oliveira (POR)               | 101è                  |
| 106                   | Tom Bohli (SUI)                  | 94è                   |
| 107                   | Oliviero Troia (ITA)             | DNF-7                 |

| Bora-Hansgrohe BOH | Bora-Hansgrohe BOH        | Bora-Hansgrohe BOH |
| ------------------ | ------------------------- | ------------------ |
| Núm                | Ciclista                  | Pos                |
| 111                | Sam Bennett (IRL) (ruta)  | 61è                |
| 112                | Marcus Burghardt (GER)    | 103è               |
| 113                | Jean-Pierre Drucker (LUX) | 47è                |
| 114                | Oscar Gatto (ITA)         | DNF-7              |
| 115                | Jay McCarthy (AUS)        | 19è                |
| 116                | Daniel Oss (ITA)          | DNF-4              |
| 117                | Lukas Pöstlberger (AUT)   | 25è                |

| Dimension Data TDD | Dimension Data TDD                | Dimension Data TDD |
| ------------------ | --------------------------------- | ------------------ |
| Núm                | Ciclista                          | Pos                |
| 121                | Michael Valgren Andersen (DEN)    | 10è                |
| 122                | Ryan Gibbons (RSA)                | 65è                |
| 123                | Reinardt Janse van Rensburg (RSA) | 17è                |
| 124                | Mark Renshaw (AUS)                | DNF-7              |
| 125                | Lars Ytting Bak (DEN)             | DNF-7              |
| 126                | Rasmus Tiller (NOR)               | DNF-2              |
| 127                | Julien Vermote (BEL)              | 66è                |

| EF Education First EF1 | EF Education First EF1    | EF Education First EF1 |
| ---------------------- | ------------------------- | ---------------------- |
| Núm                    | Ciclista                  | Pos                    |
| 131                    | Simon Clarke (AUS)        | 9è                     |
| 132                    | Moreno Hofland (NED)      | NP-6                   |
| 133                    | Mitchell Docker (AUS)     | 57è                    |
| 134                    | Sacha Modolo (ITA)        | DNF-7                  |
| 135                    | Logan Owen (USA)          | NP-5                   |
| 136                    | Julius van den Berg (NED) | DNF-7                  |
| 137                    | Sep Vanmarcke (BEL)       | 12è                    |

| Groupama-FDJ GFC | Groupama-FDJ GFC       | Groupama-FDJ GFC |
| ---------------- | ---------------------- | ---------------- |
| Núm              | Ciclista               | Pos              |
| 141              | Arnaud Démare (FRA)    | 100è             |
| 142              | Kevin Geniets (LUX)    | 31è              |
| 144              | Stefan Küng (SUI)      | 8è               |
| 145              | Valentin Madouas (FRA) | 38è              |
| 146              | Miles Scotson (AUS)    | DNF-7            |
| 147              | Ramon Sinkeldam (NED)  | DNF-7            |
| 150              | Olivier Le Gac (FRA)   | NP-4             |

| Katusha-Alpecin TKA | Katusha-Alpecin TKA        | Katusha-Alpecin TKA |
| ------------------- | -------------------------- | ------------------- |
| Núm                 | Ciclista                   | Pos                 |
| 151                 | Reto Hollenstein (SUI)     | 81è                 |
| 152                 | Ruben Guerreiro (POR)      | 16è                 |
| 153                 | Jenthe Biermans (BEL)      | 32è                 |
| 155                 | Viatxeslav Kuznetsov (RUS) | 76è                 |
| 156                 | Willie Smit (RSA)          | 34è                 |
| 157                 | Harry Tanfield (GBR)       | DNF-7               |
| 158                 | Jens Debusschere (BEL)     | 80è                 |

| AG2R La Mondiale ALM | AG2R La Mondiale ALM     | AG2R La Mondiale ALM |
| -------------------- | ------------------------ | -------------------- |
| Núm                  | Ciclista                 | Pos                  |
| 161                  | Oliver Naesen (BEL)      | 2n                   |
| 162                  | Nico Denz (GER)          | 28è                  |
| 163                  | Julien Duval (FRA)       | 89è                  |
| 164                  | Dorian Godon (FRA)       | DNF-7                |
| 165                  | Lawrence Warbasse (USA)  | 35è                  |
| 166                  | Gediminas Bagdonas (LTU) | DNF-7                |
| 167                  | Stijn Vandenbergh (BEL)  | 86è                  |

| Astana AST | Astana AST              | Astana AST |
| ---------- | ----------------------- | ---------- |
| Núm        | Ciclista                | Pos        |
| 171        | Laurens De Vreese (BEL) | 96è        |
| 172        | Jandos Bijiguitov (KAZ) | 49è        |
| 173        | Davide Ballerini (ITA)  | 43è        |
| 174        | Ievgueni Guiditx (KAZ)  | DNF-7      |
| 175        | Dmitri Grúzdev (KAZ)    | 82è        |
| 177        | Artiom Zakhàrov (KAZ)   | 92è        |
| 178        | Manuele Boaro (ITA)     | DNF-7      |

| Roompot-Charles ROC | Roompot-Charles ROC        | Roompot-Charles ROC |
| ------------------- | -------------------------- | ------------------- |
| Núm                 | Ciclista                   | Pos                 |
| 181                 | Lars Boom (NED)            | 67è                 |
| 182                 | Jesper Asselman (NED)      | 54è                 |
| 184                 | Senne Leysen (BEL)         | DNF-7               |
| 185                 | Boy van Poppel (NED)       | 78è                 |
| 186                 | Jan-Willem van Schip (NED) | 75è                 |
| 187                 | Oscar Riesebeek (NED)      | 85è                 |
| 190                 | Stijn Steels (BEL)         | 83è                 |

| Sport Vlaanderen-Baloise SVB | Sport Vlaanderen-Baloise SVB | Sport Vlaanderen-Baloise SVB |
| ---------------------------- | ---------------------------- | ---------------------------- |
| Núm                          | Ciclista                     | Pos                          |
| 191                          | Amaury Capiot (BEL)          | 40è                          |
| 192                          | Piet Allegaert (BEL)         | 45è                          |
| 193                          | Milan Menten (BEL)           | 44è                          |
| 194                          | Edward Planckaert (BEL)      | 98è                          |
| 195                          | Thomas Sprengers (BEL)       | 30è                          |
| 196                          | Dries Van Gestel (BEL)       | 88è                          |
| 200                          | Aaron Verwilst (BEL)         | 97è                          |

| Wanty-Gobert WGG | Wanty-Gobert WGG           | Wanty-Gobert WGG |
| ---------------- | -------------------------- | ---------------- |
| Núm              | Ciclista                   | Pos              |
| 201              | Xandro Meurisse (BEL)      | DNF-3            |
| 202              | Aimé De Gendt (BEL)        | 55è              |
| 203              | Tom Devriendt (BEL)        | DNF-7            |
| 204              | Timothy Dupont (BEL)       | 74è              |
| 205              | Wesley Kreder (NED)        | 79è              |
| 206              | Pieter Vanspeybrouck (BEL) | DNF-4            |
| 210              | Boris Vallée (BEL)         | 68è              |

| Wallonie Bruxelles WVA | Wallonie Bruxelles WVA    | Wallonie Bruxelles WVA |
| ---------------------- | ------------------------- | ---------------------- |
| Núm                    | Ciclista                  | Pos                    |
| 211                    | Baptiste Planckaert (BEL) | 91è                    |
| 212                    | Kenny Dehaes (BEL)        | DNF-1                  |
| 213                    | Eliot Lietaer (BEL)       | DNF-5                  |
| 215                    | Ludovic Robeet (BEL)      | 93è                    |
| 216                    | Lionel Taminiaux (BEL)    | DNF-7                  |
| 217                    | Lukas Spengler (SUI)      | DNF-4                  |
| 218                    | Aksel Nõmmela (EST)       | 77è                    |

| Total Direct Énergie TDE | Total Direct Énergie TDE | Total Direct Énergie TDE |
| ------------------------ | ------------------------ | ------------------------ |
| Núm                      | Ciclista                 | Pos                      |
| 221                      | Angélo Tulik (FRA)       | DNF-7                    |
| 222                      | Romain Cardis (FRA)      | NP-5                     |
| 223                      | Damien Gaudin (FRA)      | DNF-7                    |
| 224                      | Pim Ligthart (NED)       | DNF-7                    |
| 225                      | Adrien Petit (FRA)       | DNF-7                    |
| 226                      | Alexandre Pichot (FRA)   | 104è                     |
| 227                      | Thomas Boudat (FRA)      | 70è                      |

| Bahrain-Merida TBM | Bahrain-Merida TBM        | Bahrain-Merida TBM |
| ------------------ | ------------------------- | ------------------ |
| Núm                | Ciclista                  | Pos                |
| 1                  | Phil Bauhaus (GER)        | DNF-5              |
| 2                  | Valerio Agnoli (ITA)      | DNF-1              |
| 3                  | Grega Bole (SLO)          | 102è               |
| 5                  | Iván García Cortina (ESP) | 7è                 |
| 6                  | Heinrich Haussler (AUS)   | NP-6               |
| 7                  | Marcel Sieberg (GER)      | 84è                |
| 10                 | Meiyin Wang (CHN)         | DNF-7              |

| Deceuninck-Quick Step DQT | Deceuninck-Quick Step DQT | Deceuninck-Quick Step DQT |
| ------------------------- | ------------------------- | ------------------------- |
| Núm                       | Ciclista                  | Pos                       |
| 11                        | Philippe Gilbert (BEL)    | 13è                       |
| 12                        | Tim Declercq (BEL)        | 33è                       |
| 13                        | Álvaro Hodeg Chagui (COL) | DNF-7                     |
| 14                        | Bob Jungels (LUX) (ruta)  | DNF-7                     |
| 15                        | Iljo Keisse (BEL)         | DNF-7                     |
| 16                        | Florian Sénéchal (FRA)    | 23è                       |
| 17                        | Zdeněk Štybar (CZE)       | 15è                       |

| Lotto-Soudal LTS | Lotto-Soudal LTS        | Lotto-Soudal LTS |
| ---------------- | ----------------------- | ---------------- |
| Núm              | Ciclista                | Pos              |
| 21               | Tim Wellens (BEL)       | 3r               |
| 23               | Stan Dewulf (BEL)       | 24è              |
| 24               | Frederik Frison (BEL)   | DNF-7            |
| 25               | Nikolas Maes (BEL)      | 56è              |
| 27               | Maxime Monfort (BEL)    | 22è              |
| 29               | Rémy Mertz (BEL)        | DNF-7            |
| 30               | Brian van Goethem (NED) | DNF-7            |

| Team Jumbo-Visma TJV | Team Jumbo-Visma TJV    | Team Jumbo-Visma TJV |
| -------------------- | ----------------------- | -------------------- |
| Núm                  | Ciclista                | Pos                  |
| 31                   | Dylan Groenewegen (NED) | NP-6                 |
| 32                   | Laurens De Plus (BEL)   | 1r                   |
| 33                   | Paul Martens (GER)      | 99è                  |
| 34                   | Timo Roosen (NED)       | 67è                  |
| 35                   | Mike Teunissen (NED)    | 6è                   |
| 36                   | Jos van Emden (NED)     | 78è                  |
| 37                   | Maarten Wynants (BEL)   | DNF-2                |

| Movistar Team MOV | Movistar Team MOV               | Movistar Team MOV |
| ----------------- | ------------------------------- | ----------------- |
| Núm               | Ciclista                        | Pos               |
| 41                | Jürgen Roelandts (BEL)          | 90è               |
| 42                | Héctor Carretero Milla (ESP)    | DNF-7             |
| 43                | Jaime Castrillo (ESP)           | DNF-7             |
| 44                | Lluís Mas Bonet (ESP)           | DNF-7             |
| 46                | Jasha Sütterlin (GER)           | 48è               |
| 47                | Carlos Verona Quintanilla (ESP) | 50è               |
| 49                | Winner Anacona Gómez (COL)      | DNF-1             |

| CCC Team CCC | CCC Team CCC                   | CCC Team CCC |
| ------------ | ------------------------------ | ------------ |
| Núm          | Ciclista                       | Pos          |
| 51           | Greg Van Avermaet (BEL)        | 4t           |
| 52           | Michael Schär (SUI)            | 51è          |
| 53           | Jakub Mareczko (ITA)           | DNF-7        |
| 54           | Josef Černý (CZE)              | DNF-7        |
| 56           | Łukasz Wiśniowski (POL)        | 62è          |
| 57           | Guillaume Van Keirsbulck (BEL) | 63è          |
| 60           | Gijs Van Hoecke (BEL)          | 64è          |

| Mitchelton-Scott MTS | Mitchelton-Scott MTS   | Mitchelton-Scott MTS |
| -------------------- | ---------------------- | -------------------- |
| Núm                  | Ciclista               | Pos                  |
| 61                   | Michael Albasini (SUI) | 58è                  |
| 62                   | Edoardo Affini (ITA)   | 60è                  |
| 63                   | Jack Bauer (NZL)       | 36è                  |
| 64                   | Cameron Meyer (AUS)    | 41è                  |
| 65                   | Callum Scotson (AUS)   | 52è                  |
| 66                   | Dion Smith (NZL)       | 14è                  |
| 67                   | Robert Stannard (AUS)  | 39è                  |

| Team Ineos INS | Team Ineos INS             | Team Ineos INS |
| -------------- | -------------------------- | -------------- |
| Núm            | Ciclista                   | Pos            |
| 71             | Dylan van Baarle (NED)     | 18è            |
| 72             | Filippo Ganna (ITA)        | DNF-7          |
| 73             | Kristoffer Halvorsen (NOR) | 71è            |
| 74             | Christian Knees (GER)      | 69è            |
| 75             | Christopher Lawless (GBR)  | DNF-2          |
| 77             | Leonardo Basso (ITA)       | 72è            |
| 80             | Michał Gołaś (POL)         | 29è            |

| Team Sunweb SUN | Team Sunweb SUN            | Team Sunweb SUN |
| --------------- | -------------------------- | --------------- |
| Núm             | Ciclista                   | Pos             |
| 81              | Jan Bakelants (BEL)        | 27è             |
| 82              | Roy Curvers (NED)          | DNF-7           |
| 83              | Marc Hirschi (SUI)         | 5è              |
| 84              | Søren Kragh Andersen (DEN) | DNF-7           |
| 85              | Joris Nieuwenhuis (NED)    | 46è             |
| 86              | Casper Pedersen (DEN)      | 42è             |
| 87              | Martijn Tusveld (NED)      | 21è             |

| Trek-Segafredo TFS | Trek-Segafredo TFS     | Trek-Segafredo TFS |
| ------------------ | ---------------------- | ------------------ |
| Núm                | Ciclista               | Pos                |
| 91                 | Edward Theuns (BEL)    | 73è                |
| 92                 | Fabio Felline (ITA)    | 11è                |
| 93                 | Alex Frame (NZL)       | DNF-7              |
| 94                 | Alex Kirsch (LUX)      | DNF-7              |
| 95                 | Matteo Moschetti (ITA) | DNF-7              |
| 96                 | Fumiyuki Beppu (JPN)   | 95è                |
| 97                 | Mads Pedersen (DEN)    | 37è                |

| UAE Team Emirates UAD | UAE Team Emirates UAD            | UAE Team Emirates UAD |
| --------------------- | -------------------------------- | --------------------- |
| Núm                   | Ciclista                         | Pos                   |
| 101                   | Jasper Philipsen (BEL)           | 53è                   |
| 102                   | Roberto Ferrari (ITA)            | 87è                   |
| 103                   | Marco Marcato (ITA)              | 20è                   |
| 104                   | Sebastián Molano Benavides (COL) | DNF-7                 |
| 105                   | Rui Oliveira (POR)               | 101è                  |
| 106                   | Tom Bohli (SUI)                  | 94è                   |
| 107                   | Oliviero Troia (ITA)             | DNF-7                 |

| Bora-Hansgrohe BOH | Bora-Hansgrohe BOH        | Bora-Hansgrohe BOH |
| ------------------ | ------------------------- | ------------------ |
| Núm                | Ciclista                  | Pos                |
| 111                | Sam Bennett (IRL) (ruta)  | 61è                |
| 112                | Marcus Burghardt (GER)    | 103è               |
| 113                | Jean-Pierre Drucker (LUX) | 47è                |
| 114                | Oscar Gatto (ITA)         | DNF-7              |
| 115                | Jay McCarthy (AUS)        | 19è                |
| 116                | Daniel Oss (ITA)          | DNF-4              |
| 117                | Lukas Pöstlberger (AUT)   | 25è                |

| Dimension Data TDD | Dimension Data TDD                | Dimension Data TDD |
| ------------------ | --------------------------------- | ------------------ |
| Núm                | Ciclista                          | Pos                |
| 121                | Michael Valgren Andersen (DEN)    | 10è                |
| 122                | Ryan Gibbons (RSA)                | 65è                |
| 123                | Reinardt Janse van Rensburg (RSA) | 17è                |
| 124                | Mark Renshaw (AUS)                | DNF-7              |
| 125                | Lars Ytting Bak (DEN)             | DNF-7              |
| 126                | Rasmus Tiller (NOR)               | DNF-2              |
| 127                | Julien Vermote (BEL)              | 66è                |

| EF Education First EF1 | EF Education First EF1    | EF Education First EF1 |
| ---------------------- | ------------------------- | ---------------------- |
| Núm                    | Ciclista                  | Pos                    |
| 131                    | Simon Clarke (AUS)        | 9è                     |
| 132                    | Moreno Hofland (NED)      | NP-6                   |
| 133                    | Mitchell Docker (AUS)     | 57è                    |
| 134                    | Sacha Modolo (ITA)        | DNF-7                  |
| 135                    | Logan Owen (USA)          | NP-5                   |
| 136                    | Julius van den Berg (NED) | DNF-7                  |
| 137                    | Sep Vanmarcke (BEL)       | 12è                    |

| Groupama-FDJ GFC | Groupama-FDJ GFC       | Groupama-FDJ GFC |
| ---------------- | ---------------------- | ---------------- |
| Núm              | Ciclista               | Pos              |
| 141              | Arnaud Démare (FRA)    | 100è             |
| 142              | Kevin Geniets (LUX)    | 31è              |
| 144              | Stefan Küng (SUI)      | 8è               |
| 145              | Valentin Madouas (FRA) | 38è              |
| 146              | Miles Scotson (AUS)    | DNF-7            |
| 147              | Ramon Sinkeldam (NED)  | DNF-7            |
| 150              | Olivier Le Gac (FRA)   | NP-4             |

| Katusha-Alpecin TKA | Katusha-Alpecin TKA        | Katusha-Alpecin TKA |
| ------------------- | -------------------------- | ------------------- |
| Núm                 | Ciclista                   | Pos                 |
| 151                 | Reto Hollenstein (SUI)     | 81è                 |
| 152                 | Ruben Guerreiro (POR)      | 16è                 |
| 153                 | Jenthe Biermans (BEL)      | 32è                 |
| 155                 | Viatxeslav Kuznetsov (RUS) | 76è                 |
| 156                 | Willie Smit (RSA)          | 34è                 |
| 157                 | Harry Tanfield (GBR)       | DNF-7               |
| 158                 | Jens Debusschere (BEL)     | 80è                 |

| AG2R La Mondiale ALM | AG2R La Mondiale ALM     | AG2R La Mondiale ALM |
| -------------------- | ------------------------ | -------------------- |
| Núm                  | Ciclista                 | Pos                  |
| 161                  | Oliver Naesen (BEL)      | 2n                   |
| 162                  | Nico Denz (GER)          | 28è                  |
| 163                  | Julien Duval (FRA)       | 89è                  |
| 164                  | Dorian Godon (FRA)       | DNF-7                |
| 165                  | Lawrence Warbasse (USA)  | 35è                  |
| 166                  | Gediminas Bagdonas (LTU) | DNF-7                |
| 167                  | Stijn Vandenbergh (BEL)  | 86è                  |

| Astana AST | Astana AST              | Astana AST |
| ---------- | ----------------------- | ---------- |
| Núm        | Ciclista                | Pos        |
| 171        | Laurens De Vreese (BEL) | 96è        |
| 172        | Jandos Bijiguitov (KAZ) | 49è        |
| 173        | Davide Ballerini (ITA)  | 43è        |
| 174        | Ievgueni Guiditx (KAZ)  | DNF-7      |
| 175        | Dmitri Grúzdev (KAZ)    | 82è        |
| 177        | Artiom Zakhàrov (KAZ)   | 92è        |
| 178        | Manuele Boaro (ITA)     | DNF-7      |

| Roompot-Charles ROC | Roompot-Charles ROC        | Roompot-Charles ROC |
| ------------------- | -------------------------- | ------------------- |
| Núm                 | Ciclista                   | Pos                 |
| 181                 | Lars Boom (NED)            | 67è                 |
| 182                 | Jesper Asselman (NED)      | 54è                 |
| 184                 | Senne Leysen (BEL)         | DNF-7               |
| 185                 | Boy van Poppel (NED)       | 78è                 |
| 186                 | Jan-Willem van Schip (NED) | 75è                 |
| 187                 | Oscar Riesebeek (NED)      | 85è                 |
| 190                 | Stijn Steels (BEL)         | 83è                 |

| Sport Vlaanderen-Baloise SVB | Sport Vlaanderen-Baloise SVB | Sport Vlaanderen-Baloise SVB |
| ---------------------------- | ---------------------------- | ---------------------------- |
| Núm                          | Ciclista                     | Pos                          |
| 191                          | Amaury Capiot (BEL)          | 40è                          |
| 192                          | Piet Allegaert (BEL)         | 45è                          |
| 193                          | Milan Menten (BEL)           | 44è                          |
| 194                          | Edward Planckaert (BEL)      | 98è                          |
| 195                          | Thomas Sprengers (BEL)       | 30è                          |
| 196                          | Dries Van Gestel (BEL)       | 88è                          |
| 200                          | Aaron Verwilst (BEL)         | 97è                          |

| Wanty-Gobert WGG | Wanty-Gobert WGG           | Wanty-Gobert WGG |
| ---------------- | -------------------------- | ---------------- |
| Núm              | Ciclista                   | Pos              |
| 201              | Xandro Meurisse (BEL)      | DNF-3            |
| 202              | Aimé De Gendt (BEL)        | 55è              |
| 203              | Tom Devriendt (BEL)        | DNF-7            |
| 204              | Timothy Dupont (BEL)       | 74è              |
| 205              | Wesley Kreder (NED)        | 79è              |
| 206              | Pieter Vanspeybrouck (BEL) | DNF-4            |
| 210              | Boris Vallée (BEL)         | 68è              |

| Wallonie Bruxelles WVA | Wallonie Bruxelles WVA    | Wallonie Bruxelles WVA |
| ---------------------- | ------------------------- | ---------------------- |
| Núm                    | Ciclista                  | Pos                    |
| 211                    | Baptiste Planckaert (BEL) | 91è                    |
| 212                    | Kenny Dehaes (BEL)        | DNF-1                  |
| 213                    | Eliot Lietaer (BEL)       | DNF-5                  |
| 215                    | Ludovic Robeet (BEL)      | 93è                    |
| 216                    | Lionel Taminiaux (BEL)    | DNF-7                  |
| 217                    | Lukas Spengler (SUI)      | DNF-4                  |
| 218                    | Aksel Nõmmela (EST)       | 77è                    |

| Total Direct Énergie TDE | Total Direct Énergie TDE | Total Direct Énergie TDE |
| ------------------------ | ------------------------ | ------------------------ |
| Núm                      | Ciclista                 | Pos                      |
| 221                      | Angélo Tulik (FRA)       | DNF-7                    |
| 222                      | Romain Cardis (FRA)      | NP-5                     |
| 223                      | Damien Gaudin (FRA)      | DNF-7                    |
| 224                      | Pim Ligthart (NED)       | DNF-7                    |
| 225                      | Adrien Petit (FRA)       | DNF-7                    |
| 226                      | Alexandre Pichot (FRA)   | 104è                     |
| 227                      | Thomas Boudat (FRA)      | 70è                      |